# Като Акурдалия
Ка̀то Акурда̀лия (на гръцки: Κάτω Ακουρδάλια) е село в Кипър, окръг Пафос. Според статистическата служба на Република Кипър през 2001 г. селото има 32 жители.
Намира се на 2 км северозападно от Милиу.